# إدوارد إف. رايلي (سياسي)
إدوارد إف. رايلي هو سياسي أمريكي، ولد في 7 مارس 1856 في نيويورك في الولايات المتحدة، وتوفي في 28 سبتمبر 1890. نشط حزبياً في الحزب الديمقراطي. وقد انتخب عضو جمعية ولاية نيويورك ‏ وانتخب عضو مجلس ولاية نيويورك ‏.